# Roar (serie de televisión)
Roar es una serie de antología estadounidense de Liz Flahive y Carly Mensch, creadoras de GLOW . Se basa en la colección de cuentos del mismo nombre de 2018 de Cecelia Ahern. La serie de 8 episodios se estrenó en Apple TV+ el 15 de abril de 2022.

## Historias
Con ingenio y fantasía, cada historia de la colección destaca las experiencias de las chicas y cómo navegan a través de las percepciones de los demás sobre ellas, así como también de las propias. Destacando lo que significa ser mujer, estas historias se consideran "fábulas feministas oscuramente cómicas".  La serie aborda temas como roles de género, la autonomía y la identidad.

## Reparto y personajes
| La mujer que desapareció - Issa Rae como Wanda Shepard - Griffin Matthews como Blake - Lauren E. Banks como Lu - Nick Kroll como Doug La mujer que comía fotografías - Nicole Kidman como Robin - Judy Davis como Rosey - Simon Baker como Adam La mujer a la que guardaban en una estantería - Daniel Dae Kim como Harry - Betty Gilpin como Amelia La mujer que encontró marcas de mordiscos en su piel - Cynthia Erivo como Ambia - Jake Johnson como Greg - P. J. Byrne como Rodney La mujer que fue alimentada por un pato - Merrit Wever como Elisa - Justin Kirk como Larry (The Duck / voz) - Riki Lindhome como Lil - Jason Mantzoukas como Animal Control | La mujer que resolvió su propio asesinato - Alison Brie como Rebeca Moss - Hugh Dancy como Detective Bobby Bronson - Christopher Lowell como Detective Chris Durst - Ego Nwodim como Carole Andrews - Jillian Bell como Christina La mujer que devolvió a su marido - Meera Syal como Anu - Bernard White como Vikras - Julie White como Barbara - Peter Facinelli como Segundo marido - Rizwan Manji como Raoul (Tercer marido) La chica que amaba los caballos - Fivel Stewart como Jane - Kara Hayward como Millie - Alfred Molina como Silas McCall |

## Producción

### Desarrollo
Roar se anunció en agosto de 2018, con la noticia de que las creadoras de GLOW, Liz Flahive y Carly Mensch, estaban presentando la serie de televisión que se estaba desarrollando en base a la colección de cuentos cortos de Cecelia Ahern, Roar, publicada en el Reino Unido en noviembre de 2018 y en EE. UU. en abril de 2019. El proyecto será producido por Blossom Films de Nicole Kidman y Per Saari, Made Up Stories de Bruna Papandrea y Theresa Park . Además, Greenlight Go Productions y Endeavor Content de Ahern también se sumaron a la producción.
El 2 de marzo de 2021, se anunció que la serie se transmitirá en Apple TV+ con ocho episodios de 30 minutos, cada uno contado desde un punto de vista femenino, lo que marca el primer proyecto de Flahive y Mensch bajo su nuevo acuerdo general con el transmisor.

### Reparto
La participación de Nicole Kidman, Cynthia Erivo, Merritt Wever y Alison Brie se anunció el 2 de marzo de 2021. En agosto de 2021, Betty Gilpin, Meera Syal, Fivel Stewart y Kara Hayward se unieron al elenco.

### Rodaje
La producción de Roar comenzó en Los Ángeles, California, el 28 de mayo de 2021 y concluyó el 1 de agosto de 2021.

## Estreno
La serie de Roar se lanzó el 15 de abril de 2022.

## Episodios
| N.º                                                                            | Título                                       | Dirigido por             | Escrito por                | Fecha de lanzamiento original |
| ------------------------------------------------------------------------------ | -------------------------------------------- | ------------------------ | -------------------------- | ----------------------------- |
| 1                                                                              | «The Woman Who Disappeared»                  | Channing Godfrey Peoples | Janine Nabers              | 15 de abril de 2022           |
| Reparto: Issa Rae, Griffin Matthews, Lauren E. Banks, Nick Kroll               |                                              |                          |                            |                               |
| 2                                                                              | «The Woman Who Ate Photographs»              | Kim Gehrig               | Liz Flahive                | 15 de abril de 2022           |
| Reparto: Nicole Kidman, Judy Davis, Simon Baker                                |                                              |                          |                            |                               |
| 3                                                                              | «The Woman Who Was Kept on a Shelf»          | So Yong Kim              | Liz Flahive & Carly Mensch | 15 de abril de 2022           |
| Reparto: Betty Gilpin, Daniel Dae Kim                                          |                                              |                          |                            |                               |
| 4                                                                              | «The Woman Who Found Bite Marks on Her Skin» | Rashida Jones            | Liz Flahive & Carly Mensch | 15 de abril de 2022           |
| Reparto: Cynthia Erivo, Jake Johnson, P. J. Byrne                              |                                              |                          |                            |                               |
| 5                                                                              | «The Woman Who Was Fed By a Duck»            | Liz Flahive              | Halley Feiffer             | 15 de abril de 2022           |
| Reparto: Merritt Wever, Justin Kirk, Riki Lindhome, Jason Mantzoukas           |                                              |                          |                            |                               |
| 6                                                                              | «The Woman Who Solved Her Own Murder»        | Anya Adams               | Liz Flahive & Carly Mensch | 15 de abril de 2022           |
| Reparto: Alison Brie, Hugh Dancy, Christopher Lowell, Ego Nwodim, Jillian Bell |                                              |                          |                            |                               |
| 7                                                                              | «The Woman Who Returned Her Husband»         | Quyen Tran               | Vera Santamaria            | 15 de abril de 2022           |
| Reparto: Meera Syal, Bernard White, Julie White, Peter Facinelli, Rizwan Manji |                                              |                          |                            |                               |
| 8                                                                              | «The Woman Who Loved Horses»                 | So Yong Kim              | Carly Mensch               | 15 de abril de 2022           |
| Reparto: Fivel Stewart, Kara Hayward, Alfred Molina                            |                                              |                          |                            |                               |

## Recepción
El sitio web del agregador de reseñas Rotten Tomatoes informó un índice de aprobación del 71% con una calificación promedio de 6.3/10, según 31 reseñas de críticos. El consenso de los críticos del sitio web dice: "Los temas feministas de Roar no se transmiten sin problemas en algunas entregas, pero la gran cantidad de talento disponible se manifiesta alto y claro". Metacritic, que utiliza un promedio ponderado, asignó una puntuación de 57 sobre 100, basado en 12 críticos, lo que indica "críticas mixtas o promedio".